# توشيو موري
توشيو موري (بالإنجليزية: Toshio Mori)‏ هو كاتب أمريكي، ولد في 3 مارس 1910 في أوكلاند في الولايات المتحدة، وتوفي في 1980.